# 鍋釣岩
鍋釣岩（なべつるいわ、英: Nabetsuru Iwa Rock）は、北海道奥尻郡奥尻町字奥尻にある奇岩。なべつる岩とも表記される。

## 概要
奥尻島の中央東部海岸に所在する。高さは、およそ19.5メートルあり、周囲は、およそ101メートルある。
岩の名称は、鉄鍋の弓型の取っ手である弦（）に形状が似ていることに由来する。岩の岸側の頂部には、枝や葉にとげが生えていることに由来する名前をもつヒロハヘビノボラズという落葉低木が明治時代以前から生息しており、この植物は小さな花と赤色の果実をつける。

岩の成り立ちには、日本列島が形成されていなかった時代に起きた、海底における火山活動や地殻変動が深く関わっている。溶岩が噴出しかかったままの状態で冷却・固結して安山岩が形成され、島の隆起に伴って海上に現れ、軟質であった周りの砂岩が波や風によって次第に侵食されて消失し、安山岩の部分が残留したために、ドーナツ型の岩体となった。
1993年（平成5年）7月12日に発生した北海道南西沖地震によって、地盤が1メートルほど沈下したために、岩は以前のような陸続きではなくなった。また、この地震による揺れと津波により、沖側の頭頂部が大きく崩落して細くなった。このため、およそ1億1千万円をかけて修復工事が行われた。1999年（平成11年）7月26日、町指定文化財の名勝に指定される。